# تيلدسوند
تيلدسوند هي بلدية في مقاطعة ترومس أوغ فينمارك النرويجية.

## نبذة
تعد البلدية التي تبلغ مساحتها 814 كيلومتر (314 ميل) في المرتبة 139 من حيث المساحة من بين 356 بلدية في النرويج. تيلدسوند هي البلدية رقم 198 الأكثر كثافة بالسكان في النرويج ويبلغ عدد سكانها 4216. تبلغ الكثافة السكانية للبلدية 5.4 نسمة لكل كيلومتر مربع (14 / ميل مربع) وقد زاد عدد سكانها بنسبة 0.2٪ خلال فترة السنوات العشر السابقة.